# Аболхасан Банисадр
Аболхасан Банисадр (на персийски: سیِّدابوالحسن بنی‌صدر‎‎) е ирански политик, икономист и активист за човешки права. Първи президент на Ислямска република Иран.
Отстранен от поста на 20 юни 1981 г. след решение на парламента. Преди да бъде президент е министър на външните работи и на финансите.

## Ранен живот
Банисадр е роден на 22 март 1933 г. в Хамадан, Иран. Баща му е аятолах, близък до Рухолах Хомейни. Банисадр учи финанси и икономика в Парижкия университет. През 1972 г. баща му умира и на погребението в Ирак, за първи път се среща с аятолах Хомейни.
Банисадр участва в антишахското студентско движение в началото на 1960-те години и е хвърлен в затвора на два пъти. След това бяга във Франция. По-късно се присъединява към иранската съпротивителна група, водена от Хомейни, и се превръща в един от неговите главни съветници. Завръща се в Иран заедно с Хомейни, когато революцията започва през февруари 1979 г. Написва книга за ислямските финанси, „Eghtesad Tohidi“, арабска фраза, която грубо се превежда като „Икономика на монотеизма“.

## Кариера
След иранската революция, Банисадр става заместник-министър на финансите на 4 февруари 1979 г. и е на поста до 27 февруари 1979 г. Също така става член на революционния съвет, когато Мехди Базарган и други напускат съвета за да формират временно правителство. След оставката на финансовия министър, на 27 февруари 1979 г., е назначен за министър на финансите от тогавашния премиер Базарган. На 12 ноември 1979 г. Банисадр е назначен за министър на външните работи, когато временното правителство подава оставка.
Банисадр е избран за срок от четири години като първи президент на Иран на 25 януари 1980 г., с подкрепата на 78,9% от гласовете. Хомейни остава Върховния лидер на Иран с конституционното право да отстрани президента.
Банисадр не е ислямски духовник, тъй като Хомейни настоява, че духовниците не трябва да се кандидатират за позиции в правителството. През август и септември 1980 г., Банисадр оцелява при две хеликоптерни катастрофи в близост до границата между Иран и Ирак. По време на войната между Иран и Ирак, е назначен за действащ главен командир от Хомейни на 10 юни 1981 г.

### Импийчмънт
Меджлисът (Иранския парламент) отстранява Банисадр в негово отсъствие на 21 юни 1981 г., с мотиви, срещу действията му относно духовниците във властта, по-специално Мохамед Бехещи, ръководител на съдебната система. Самият Хомейни образува импийчмънта, който той подписва на следващия ден.
Дори преди подписването на документите за импийчмънт, Революционната гвардия овладява президентските сгради и градини, както и арестува журналистите от вестник, близък до Банисадр. През следващите няколко дни, те екзекутират няколко от най-близките му приятели, включително Хосейн Наваб, Рашид Садролхефази и Манушер Масуди. Аятолах Хосейн Али Монтазери е сред малкото хора в правителството, които подкрепят Банисадр, но скоро е лишен от правомощията си.
В същото време, иранското правителство забранява всички политически партии, с изключение на Ислямската републиканска партия. Правителствените сили арестуват и хвърлят в затвора членове на другите партии.
Банисадр се укрива в продължение на няколко дни преди отстраняването му, пазен от „Организация на муджахидините на иранския народ“. Опитва се да организира съюз на анти-Хомейни фракции, и да си върне властта, но избягва всякакъв контакт с про-шахските организации, които са в изгнание. Среща се няколко пъти с Масуд Раджави с целта да планират съюз, но след екзекуцията на 27 юли на Мохамадреза Саадати, Банисадр и Раджави разбират, че е опасно да останат в Иран.
Според Банисадр, този импийчмънт е преврат срещу демокрацията в Иран.

## Изгнание
На 29 юли 1981 г., Банисадр и Масуд Раджави отлитат тайно на борда ирански Боинг 707, пилотиран от полковник Бехзад Моези. Под прикритието на рутинен полет, се отклоняват до турското въздушно пространство и в крайна сметка кацат в Париж.
Там получават политическо убежище, при условието, че се въздържат от дейности срещу Хомейни във Франция. Това ограничение е пренебрегнато, след като Франция евакуира посолството си в Техеран. Скоро след това Басидард обвинява Раджави, че идеологията му е в полза на диктатурата и насилието. Освен това, Банисадр е против въоръжената опозиция, която е инициирана и се поддържа от Раджави.

## Личен живот
Банисадр живее във Версай, близо до Париж във вила, която е строго пазена от френската полиция. Дъщеря му Фирозе е омъжена за Масуд Раджави след тяхното изгнание. По-късно се развеждат и съюза между него и Раджави също приключва.